# 대전 유성구의 국회의원

## 행정구역 변천
- 1989년 1월 1일 대전시 서구 봉명동·구암동·덕명동·원신흥동·상대동·복용동·장대동·갑동·노은동·지족동·죽동·궁동·어은동·구성동·문지동·전민동·원촌동·신성동·가정동·도룡동·장동·방현동·화암동·덕진동·하기동(구.대덕군 유성읍)·원내동·교촌동·대정동·용계동·학하동·계산동·관저동 일부, 대덕군 진잠면(남산리 제외)·탄동면·구즉면에 대전직할시 유성구 설치
- 1995년 1월 1일 대전광역시 유성구

## 대전 유성구의 역대 국회의원 일람
| 대수   | 이름           | 소속정당     | 임기                             | 선거구역                                                    |
| ------ | -------------- | ------------ | -------------------------------- | ----------------------------------------------------------- |
| 제14대 | 이재환(李在奐) | 무소속       | 1992년 5월 30일~1996년 5월 29일  | 서구·유성구 일원                                            |
| 제15대 | 조영재(趙永載) | 자유민주연합 | 1996년 5월 30일~2000년 5월 29일  | 유성구 일원                                                 |
| 제16대 | 송석찬(宋錫贊) | 새천년민주당 | 2000년 5월 30일~2004년 5월 29일  | 유성구 일원                                                 |
| 제17대 | 이상민(李相珉) | 열린우리당   | 2004년 5월 30일~2008년 5월 29일  | 유성구 일원                                                 |
| 제18대 | 이상민(李相珉) | 자유선진당   | 2008년 5월 30일~2012년 5월 29일  | 유성구 일원                                                 |
| 제19대 | 이상민(李相珉) | 민주통합당   | 2012년 5월 30일~2016년 5월 29일  | 유성구 일원                                                 |
| 제20대 | 조승래(趙承來) | 더불어민주당 | 2016년 5월 30일~2020년 5월 29일  | 유성구 갑: 진잠동, 원신흥동, 온천1동, 온천2동, 노은1동      |
| 제20대 | 이상민(李相珉) | 더불어민주당 | 2016년 5월 30일~2020년 5월 29일  | 유성구 을: 노은2동, 노은3동, 신성동, 전민동, 관평동, 구즉동 |
| 제21대 | 조승래(趙承來) | 더불어민주당 | 2020년 5월 30일~ 2024년 5월 29일 | 유성구 갑: 진잠동, 원신흥동, 온천1동, 온천2동, 노은1동      |
| 제21대 | 이상민(李相珉) | 더불어민주당 | 2020년 5월 30일~ 2024년 5월 29일 | 유성구 을: 노은2동, 노은3동, 신성동, 전민동, 관평동, 구즉동 |
| 제22대 | 조승래(趙承來) | 더불어민주당 | 2024년 5월 30일 ~ 현재           | 유성구 갑: 진잠동, 원신흥동, 온천1동, 온천2동, 노은1동      |
| 제22대 | 황정아(黃靖雅) | 더불어민주당 | 2024년 5월 30일 ~ 현재           | 유성구 을: 노은2동, 노은3동, 신성동, 전민동, 관평동, 구즉동 |

## 같이 보기
- 대전 서구의 국회의원
- 대전 대덕구의 국회의원
- 대전 동구의 국회의원
- 대전 중구의 국회의원
- 서구·유성구
- 유성구 (선거구)
- 유성구 갑
- 유성구 을